# Сарразен, Мишель
Мишель Сарразен (5 сентября 1659, Жийи-ле-Сито (Франция) — 8 сентября 1734, Квебек) — французский врач-хирург, физиолог, зоолог и ботаник, работавший во французских владениях в Канаде.

## Биография
Мишель Сарразен родился в семье священника. В 1685 году прибыл в Новую Францию, до 1694 года служил в качестве хирурга в колониальной армии, затем три года изучал медицину на медицинском факультете Реймса. В 1697 году поселился в Квебеке, имея звание королевского врача. 4 марта 1699 года стал членом-корреспондентом Академии наук.
Как учёный занимался анатомией млекопитающих Северной Америки. Он представил Парижской академии ряд исследований касательно анатомии бобра, росомахи, лося, дикобраза и других местных животных, а также собрал обширный гербарий. Его именем названа ежегодно присуждаемая ныне в Квебеке премия за биологические исследования.